# Concrete/Rage
Concrete/Rage ist ein deutsches Rhythm-’n’-Noise-Musikprojekt von Benjamin Sohns (* 14. Oktober 1982 in Simmern/Hunsrück), das bei dem deutschen Plattenlabel Danse Macabre (Label) bisher zwei Alben veröffentlichte, welche beide Platzierungen in den Deutschen Alternative Charts erreichten. So schaffte es das Debütalbum „(Un)natural“ bis auf Platz 10, während es das zweite Album „Chaos Nation“, welches von X-Fusion gemastert wurde, bis auf Platz 3 schaffte und insgesamt 2 Monate in den Top Ten der Deutschen Alternative Charts verweilte. „Chaos Nation“ belegte dazu in den Album Top 50 der Deutschen Alternative Jahrescharts 2009 den Platz 31. Gegründet wurde das Projekt im Jahre 2005 in Kirn. Erfolge und Aufmerksamkeit in der Öffentlichkeit erlangte das Projekt neben den Alben auch durch diverse Samplerbeiträge und Remixarbeiten. Eine Kampagne zum Album „Chaos Nation“ brachte das Projekt auch in Musikmagazine wie Zillo, Sonic Seducer oder Gothic.
Concrete/Rage gab sein Bühnendebüt auf dem Elekktroshokkfestival 2009.

## Diskografie
- (Un)natural, 2008, CD
- Chaos Nation, 2009, CD